# Бней-Ціон (лікарня)
32°48′22″ пн. ш. 34°59′33″ сх. д. / 32.806111111111° пн. ш. 34.9925° сх. д.
Медичний центр Бней-Ціон (івр. ‏מרכז רפואי בני ציון‏‎) — державна лікарня загального профілю, яка була заснована в 1922 році як перша єврейська лікарня в Хайфі, і включає близько 450 ліжок і близько 2000 лікарів, медсестер, медичних працівників, адміністрації.
Лікарня розташована на бульварі Голомб у районі Адар-ха-Кармель у Хайфі.

## Історія
Заснований в 1922 році товариством Хадасса, був першою професійною клінікою в Хайфі. На початку мав тільки відділення гінекології та хірургії і мову персоналу був російським.
Перебував в орендованому приміщенні, згодом завдяки пожертвам від організації Хадасса, вкладу Ротшильдів і діяльності Пинхаса Рутенберга побудовано нову будівлю, в якому розмістився з 1942 року. Цій установі було присвоєно ім'я Ротшильд, так жителі півночі Ізраїлю незважаючи на перейменування називають його і до цього дня.
У 1980-х рр. було побудовано висотну будівлю комплексу (висота - 38 м, 11 поверхів, 1600 паркувальних місць). Комплекс розташований в центрі житлового кварталу.
У 1976 році на підтримку діяльності центру було створено організацію Друзі Бней-Ціона. У США діє громадська асоціація Американські друзі Бней-Ціона, заснована в Нью-Йорку, офіс на 39-й стріт. У Канаді - Друзі Бней-Ціона, офіс розташований в Торонто.
У центрі приймається 5 тисяч пологів на рік, тобто 15 дітей народжується в день.
У центрі велика увага приділяється реабілітації різних напрямків - ортопедичної, неврологічної, кардіологічної, проводиться фізіотерапія, трудотерапія.
Діє відділення дитячої хірургії: в центрі є 17 ліжок, приймається в середньому 1 625 дітей на рік і виконується 2 400 операцій в рік (близько 6 в день). Серед напрямків - офтальмологічне, ортопедичне, пластика та інші. Є мультимедійний клас для навчання відповідно до шкільної програми.
У Бней-Ціон 1600 Співробітників різних національностей і конфесій. Центр співпрацює з Раппапортовським факультетом Технологічного університету в Хайфі (Техніон).